# Droga krajowa 23
Die Droga krajowa 23 (kurz DK23, pol. für ,Nationalstraße 23‘ bzw. ,Landesstraße 23‘) ist eine Landesstraße in Polen. Sie führt von Myślibórz in südlicher Richtung über Dębno bis Sarbinowo und stellt eine Verbindung zwischen den Landesstraßen 26 und 31 her. Somit stellt die Landesstraße eine wichtige Querverbindung im polnisch-deutschen Grenzbereich dar. Die Gesamtlänge beträgt 32,8 km.

## Geschichte
Der komplette Straßenverlauf der Landesstraße folgt der ehemaligen Reichsstraße 112, die im weiteren Verlauf – auf der Trasse der heutigen Landesstraße 31 – nach Küstrin und weiter nach Forst führte.

## Wichtige Ortschaften entlang der Strecke
- Myślibórz
- Dębno
- Sarbinowo